# Trachylejeunea aneogyna
Trachylejeunea aneogyna là một loài Rêu trong họ Lejeuneaceae. Loài này được (Spruce) Grolle miêu tả khoa học đầu tiên năm 1979.